# حیدرآباد، بنگلادش
حیدرآباد (به لاتین: Haidarabad) یک منطقهٔ مسکونی در بنگلادش است که در مرادناگر واقع شده است. حیدرآباد ۴٬۴۶۳ نفر جمعیت دارد.